# Defensa Bogoíndia
La defensa Bogoíndia (o Bogo-Índia) és una obertura d'escacs caracteritzada pels moviments:
1. d4 Cf6
2. c4 e6
3. Cf3 Ab4+
La posició que sorgeix després de 1.d4 Cf6 2.c4 e6 és comuna. La jugada que tradicionalment fan les blanques aquí és 3.Cc3, amenaçant d'establir un gran centre de peons amb 4.e4. Nogensmenys, 3.Cf3 és sovint jugada com una manera d'evitar la defensa Nimzoíndia (que apareixeria després de 3.Cc3 ab4). Després de 3.Cf3, les negres juguen usualment 3...b6 (la defensa índia de dama) o 3...d5 (que condueix al gambit de dama refusat), però poden també intentar 3...Ab4+, la Bogoíndia, que deu el seu nom a Iefim Bogoliúbov. Aquesta obertura no és tan popular com l'índia de dama, però es veu ocasionalment a tots els nivells.
|  |

## Variants
Les blanques tenen tres opcions viables per enfrontar-se a l'escac. 4.Cc3 és una transposició a la variant Kaspàrov de la Nimzoíndia i, per tant, les principals variants independents són 4.Ad2 i 4.Cbd2.

### 4.Ad2
4. Ad2 és la línia més comuna; l'alfil de b4 és ara amenaçat, i les negres han de decidir què en faran.
- El més simple és canviar-lo mitjançant 4...Axd2+; aquesta línia no és particularment popular, però l'ha jugada habitualment el GM suec Ulf Andersson, sovint com una línia taulífera.[1]
- 4...De7 defensant l'alfil, i diferint la decisió sobre què fer després, és també una elecció comuna.
- David Bronstein va triar sovint la més aguda 4...a5 guanyant espai al flanc de dama, al cost d'algunes debilitats estructurals.
- Una línia més moderna és 4...c5; després de 5.Axb4 cxb4, els peons negres estan doblats, i un peó ha estat foragitat del centre, però el peó de b4 podria també ser molest per les blanques, ja que vigila la casella c3 i en manté fora un cavall. De fet, una de les principals opcions per les blanques aquí és 6.a3, eliminant el peó de seguida.
- Simplement retirar l'alfil amb 4...Ae7 també és possible; les negres han perdut un temps, però l'alfil blanc és mal situat a d2. La línia és una mica passiva, però sòlida.

### 4.Cbd2
4. Cbd2 és una alternativa per provocar el canvi de l'alfil pel cavall o bé forçar l'alfil negre a retirar-se. La contrapartida és que el cavall es desenvolupa a una casella on bloqueja l'alfil, i que d2 és una casella menys activa que c3. La línia és descrita a la Gambit Guide com a "ambiciosa". Les respostes més habituals de les negres són 4...b6, 4...0-0, i 4...d5.

## Parany de Monticelli
Aquesta obertura permet arribar al parany de Monticelli.

## Codi ECO
Encara que l'obertura transposi en d'altres, la Bogoíndia es classifica sota el codi E11 per l'Encyclopaedia of Chess Openings.